# 皇家阿爾弗雷德親王醫院
皇家阿爾弗雷德親王醫院（英語：Royal Prince Alfred Hospital，簡稱：RPAH、RPA或PA醫院）是一座澳大利亚悉尼坎伯當的一所公立医院，亦同時悉尼大學的敎學醫院。

## 历史
皇家阿爾弗雷德親王醫院位於澳大利亞新南威爾士州首府悉尼內西區的坎伯當，1882年成立，是悉尼重要的公立教學醫院，屬悉尼大學旗下悉尼醫學院的一部分，毗鄰悉尼大學主校區的卑力般大廈（Blackburn Building）。醫院的登記大樓及維多利亞和阿爾伯特閣獲登記於新南威爾士州遺產名錄。

## 圖片集

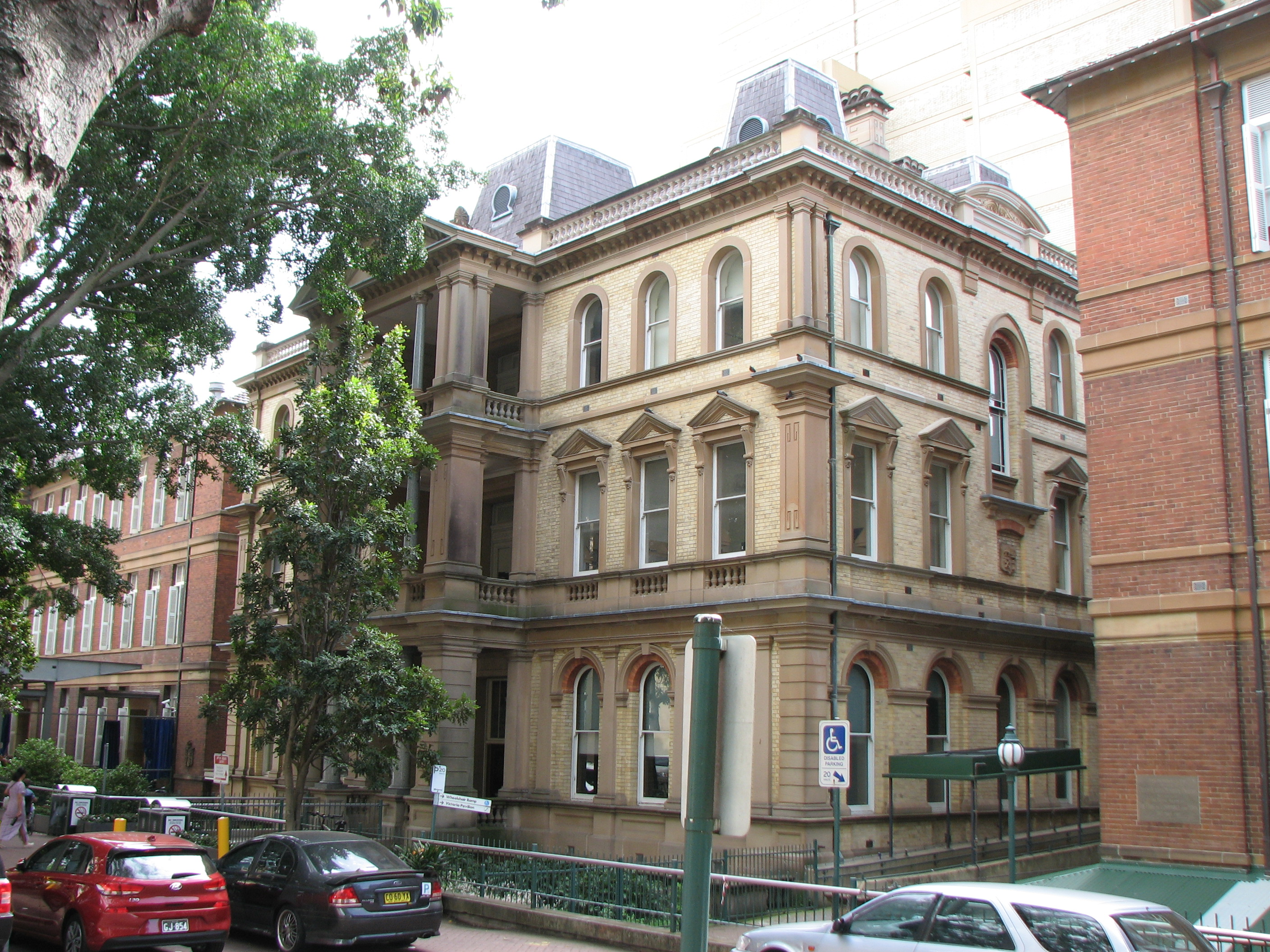
登記大樓
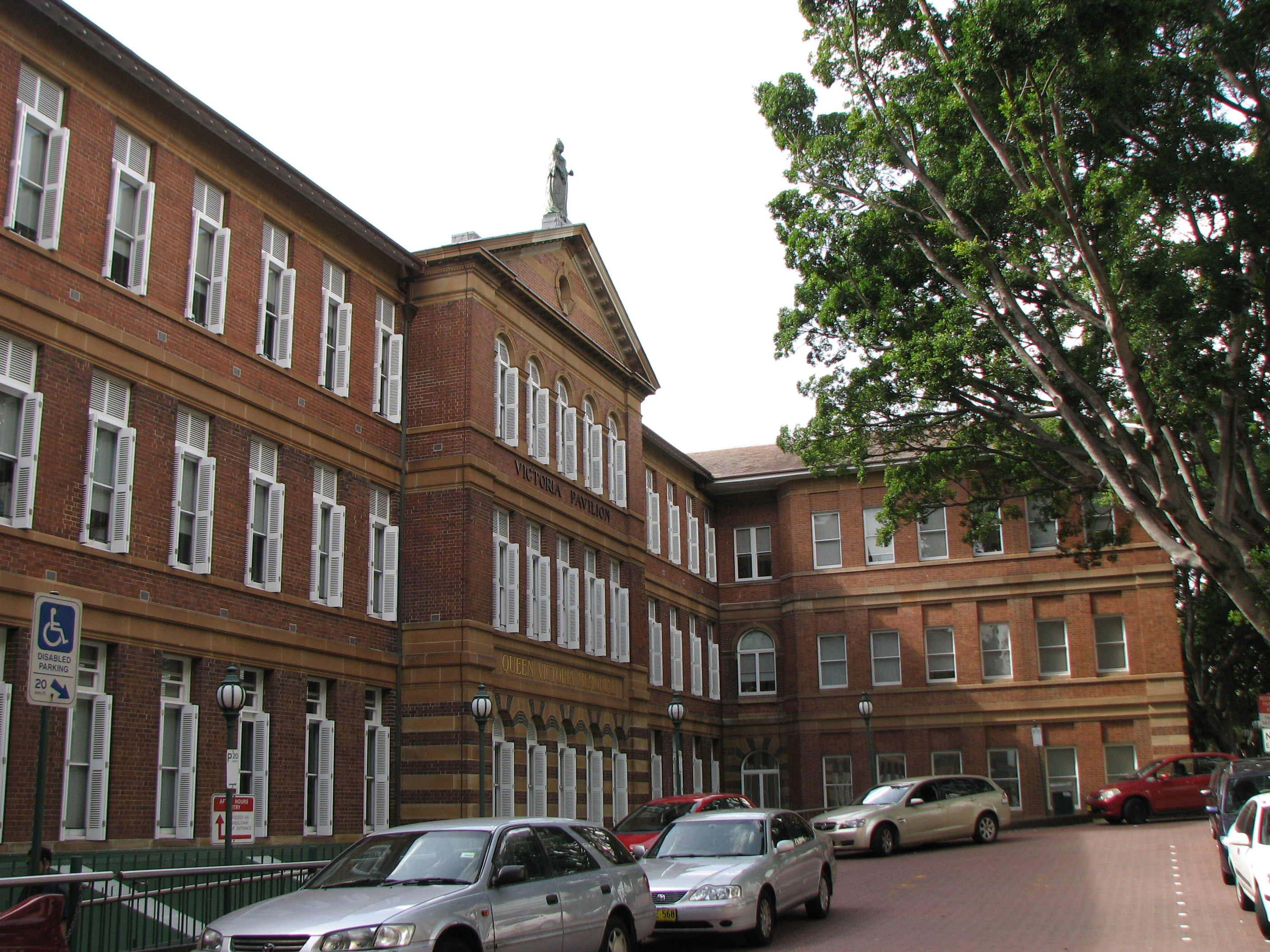
維多利亞閣
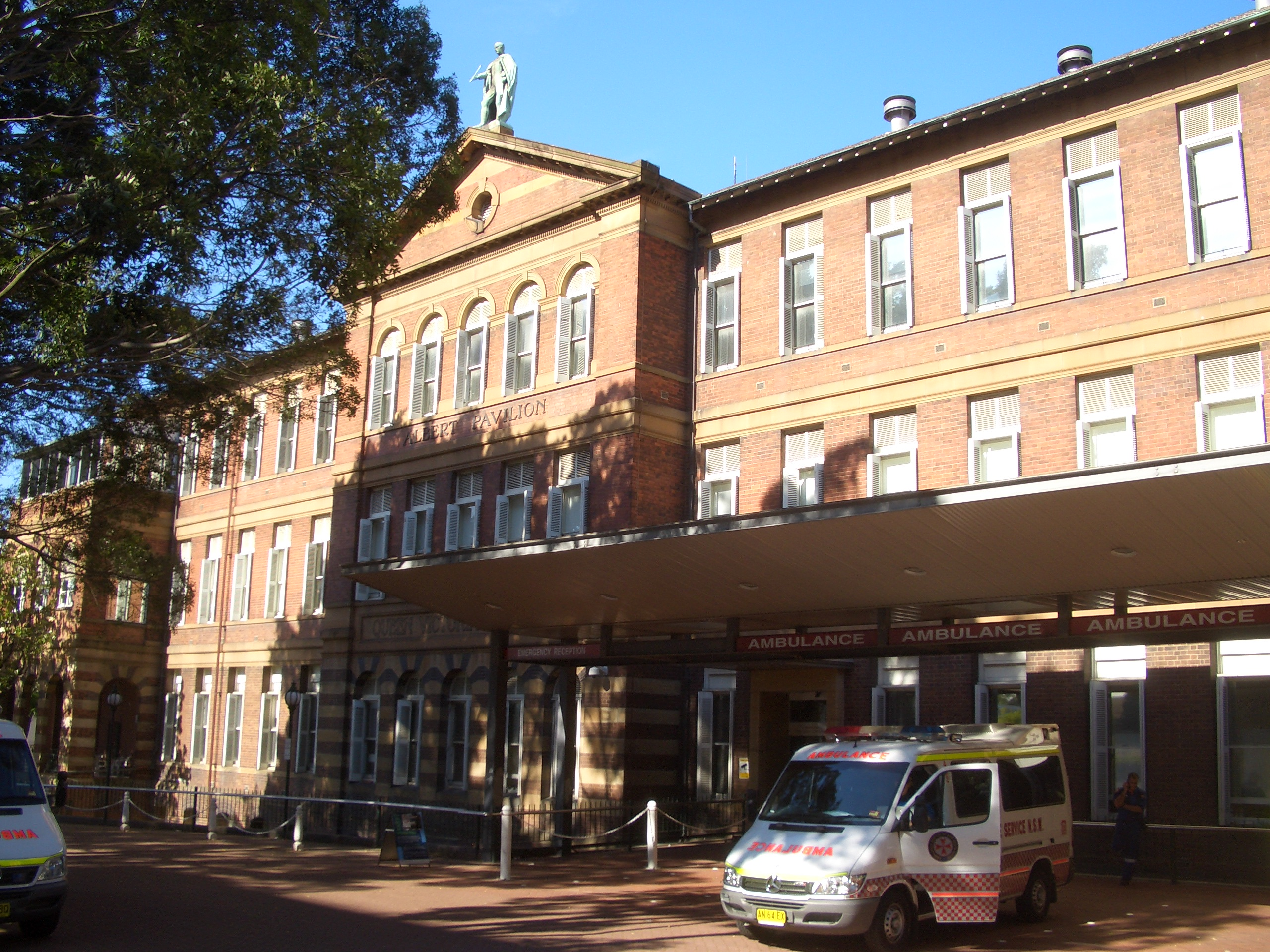
阿爾伯特閣

## 外部連結
- 维基共享资源上的相關多媒體資源：皇家阿爾弗雷德親王醫院
- Mark Dunn. . Dictionary of Sydney. Dictionary of Sydney Trust. 2008  [11 October 2015].[CC-By-SA]

33°53′21″S 151°10′58″E / 33.88917°S 151.18288°E